# جون يورغن لانج هانسن
جون يورغن لانج هانسن (بالنرويجية البوكمول: Johan Jørgen Lange Hanssen)‏ هو سياسي نرويجي، ولد في 18 نوفمبر 1821، وتوفي في 23 ديسمبر 1889. انتخب عضو برلمان النرويج ‏.